# Edu Espiau
Eduardo David Espiau Hernández (Las Palmas de Gran Canaria, 19 de diciembre de 1994), más conocido como Edu Espiau, es un futbolista español que juega en la demarcación delantero en el Arka Gdynia de la Ekstraklasa.

## Trayectoria
Comenzó a formarse en las categorías inferiores del Barrio Atlántico en categoría juvenil y del Acodetti C. F., hasta que en 2016 ingresó en la estructura de la U. D. Las Palmas. De 2016 a 2018 formó parte de la U. D. Las Palmas "C", donde anotaría 10 goles en Tercera División durante la temporada 2017-18.
En verano de 2018 se incorporó a Las Palmas Atlético donde jugaría 29 partidos marcando cuatro goles  durante la temporada 2018-19 en Segunda B.
En verano de 2019 fue cedido al Villarreal Club de Fútbol "B" del grupo III de Segunda División B, con el que anotaría 9 goles. El club no ejecutó la opción de compra, en torno a los 500 000 euros. De esta manera, en julio de 2020, regresó a la U. D. Las Palmas, entonces en la Segunda División, para formar parte del primer equipo durante la temporada 2020-21.
Al finalizar la temporada no renovó su vinculación con la U. D. Las Palmas y el 1 de julio de 2021 firmó con la S. D. Ponferradina. Tras dos temporadas en el Bierzo, no renovó su vinculación y se fue al Burgos C. F. también en Segunda División. Allí también permaneció un par de campañas y en julio de 2025 se marchó a Polonia para jugar en el Arka Gdynia.

## Clubes
| Club                          | País    | Año       |
| ----------------------------- | ------- | --------- |
| U. D. Las Palmas "C"          | España  | 2017-2018 |
| Las Palmas Atlético           | España  | 2018-2019 |
| U. D. Las Palmas              | España  | 2019      |
| Villarreal C. F. "B" (cesión) | España  | 2019-2020 |
| U. D. Las Palmas              | España  | 2020-2021 |
| S. D. Ponferradina            | España  | 2021-2023 |
| Burgos C. F.                  | España  | 2023-2025 |
| Arka Gdynia                   | Polonia | 2025-     |